# Gmina Skinnskatteberg
Gmina Skinnskatteberg (szw. Skinnskattebergs kommun) – gmina w Szwecji, w regionie Västmanland, z siedzibą w Skinnskatteberg.
Pod względem zaludnienia Skinnskatteberg jest 279. gminą w Szwecji. Zamieszkuje ją 4829 osób, z czego 49,02% to kobiety (2367) i 50,98% to mężczyźni (2462). W gminie zameldowanych jest 326 cudzoziemców. Na każdy kilometr kwadratowy przypada 7,29 mieszkańca. Pod względem wielkości gmina zajmuje 147. miejsce.